# Pan Gold
Pan Gold též Rampelník je postava vystupující v seriálu Bylo, nebylo (Once upon a time). Přezdívá se mu i Krokodýl nebo Temný. Ve Storybrook vystupuje jako pan Gold, zatímco v ostatních zemích je znám jako Rampelník. V seriálu postavu ztvární Robert Carlyle.

## Historie postavy
Mladý Rampelník vyrůstal se svým otcem Malcolmem. Ten byl často vnímán jako zbabělec a synovi často lhal. Právě jeho otec se syna vzdal proto, aby se sám mohl stát mladým; stal se z něj Petr Pan. Po tom, co Rampelníka opustil otec vyrůstal chlapec se dvěma pradlenami a později se oženil s Millou. Nechtěl se ale chovat jako jeho otec, jako zbabělec, tak se přihlásil jako dobrovolník do armády proti obrům. Během války uvězní jeho spolubojovníci věštkyni, který Rampelníkovi předpoví, že se mu narodí syn. Tak se skutečně stane; narodí se Baelfire.
Rampelník se stává Temným krátce potom, co uřízne Killianovi (Kapitánu Hookovi) ruku. Se svým synem má špatné vztahy a rozhodne se být učitelem Zeleně (ztvární Rebecca Mader) i její nevlastní sestře Regině (ztvární Lana Parrilla).
Přestože je Rampelník záporná postava, ve Storybrook se opět setkává se svojí dávnou láskou; Belle (ztvární Emilie de Ravin). O té si po celou dobu myslel, že spáchala sebevraždu, jak mu Regina řekla. Později se dozví, že jako pohádková postava je Belle Kráska (z pohádky Kráska a zvíře). Koná se svatba. Krátce po ní se ale Gold začne klonit opět ke zlu a udělá vše proto, aby se zbavil svého prokletí; spojení s dýkou.
Když chce nechat zničit zachránkyni Emmu (Jennifer Morrisonová), rozhodne se Belle zakročit a s pomocí kouzelné dýky vyhostí Golda ze Storybrook, kam se nedá vrátit, pokud jej někdo pozvánkou nepozve. S pomocí Uršuly a Cruelly se do Storybrook opět vrací a oživuje Zlobu (ztvární Kristin Bauer van Straten). V závěrečné epizodě 7 série daruje své srdce kapitánovi Hookovi, který umírá a také, aby zastavil své alter-ego Temného Rampelníka, který plánoval uvěznit všechny postavy v knihách, se slovy že žije moc dlouho a potom umírá spolu s Temným Rampelníkem. Potom se Hook probouzí a zjistí že mu Gold dal své srdce a rozloučí se s ním se slovy "sbohem příteli".